# Tick-Tock (singel Mariji Jaremczuk)
Tick-Tock – piosenka nagrana przez ukraińską piosenkarkę Mariję Jaremczuk w 2014 roku. Utwór napisała sama piosenkarka we współpracy z Sandrą Bjurman.
Utwór reprezentował Ukrainę w 59. Konkursie Piosenki Eurowizji w 2014 roku. Po wygraniu krajowych eliminacji eurowizyjnych utwór został odświeżony, a jego nowa wersja została zaprezentowana w marcu. Dyrektorem artystycznym prezentacji utworu podczas Konkursu Piosenki Eurowizji został brytyjski choreograf Francisco Gomez.
17 marca 2014 roku w serwisie YouTube został zaprezentowany oficjalny teledysk utworu. Przedstawia on Mariję Jaremczuk śpiewającą w ciemnym pokoju z latarniami pokazującymi cień jej tańca na ścianie.

## Notowania na listach przebojów
| Lista (2014)                         | Najwyższe miejsce |
| ------------------------------------ | ----------------- |
| Ukraina (FDR)                        | 35                |
| UK Singles (Official Charts Company) | 190               |